# Ferrodraco
Ferrodraco („železný drak“) byl rod poměrně velkého pterodaktyloidního ptakoještěra z čeledi Ornithocheiridae, který žil v období rané svrchní křídy (geologický věk cenoman až turon, asi před 96 miliony let) na území dnešní Austrálie (Queensland, geologické souvrství Winton).

## Popis
Rozpětí křídel tohoto ptakoještěra činilo asi 4 metry a na hlavě měl výrazný hřebínek. Lebka se zubatými čelistmi je dlouhá zhruba 60 centimetrů.

## Historie
Holotyp s označením AODF 876 byl objeven náhodně farmářem Bobem Elliotem v roce 2017. Formálně popsán byl pak v roce 2019. Typovým a jediným známým druhem je F. lentoni.

## Zařazení
Tento ptakoještěr byl pravděpodobně posledním a nejdéle přežívajícím zástupcem skupiny Anhangueria, jejíž zástupci byli rozšířeni o desítky milionů let dříve (ve spodní křídě).